# درخت قاب
درخت قاب (نام علمی: Triplochiton scleroxylon) نام یک گونه از تیره پنیرکیان است.